# Lac de Fleesen
Le lac de Fleesen (allemand : Fleesensee) est un lac allemand situé dans le land du Mecklembourg-Poméranie-Occidentale. Il est alimenté par l'Elde, sa superficie est de 10,78 km2.

## Traduction
- (en) Cet article est partiellement ou en totalité issu de l’article de Wikipédia en anglais intitulé « Fleesensee » (voir la liste des auteurs).